# Kenny Hagood
Kenneth « Pancho » Hagood, dit Kenny, né à Détroit (Michigan) le 2 avril 1926, et décédé dans cette même ville le 9 novembre 1989, est un chanteur américain.

## Biographie
Il débute avec Benny Carter avant de devenir en 1946 l'un des chanteurs du grand orchestre de Dizzy Gillespie. Avec cette formation il parcourt l'Europe en 1948. Spécialiste du scat, il enregistre avec Gillespie, Miles Davis, John Lewis, Thelonious Monk, Al Haig, Guy Lafitte,...
La chanteuse, auteure-compositrice-interprète et actrice Joy Villa est sa petite-nièce.

## Discographie
Enregistrements :
Avec Dizzy Gillespie :
- I Waited For You (1946)
- Oo-Pop-A-Da (1946)
- All The Things You Are (1948)

Avec Thelonious Monk :
- Darn That Dream (1950)
- I Should Care (Blue Note, 1948)

Avec Miles Davis :
- Birth of the cool (1949)
- Le chat qui dort (1960)

Avec Guy Lafitte :
- There be Love (1967)